# Dahliaphyllum almedae
Dahliaphyllum es un género monotípico de plantas herbáceas perteneciente a la familia de las apiáceas.  Su única especie Dahliaphyllum almedae, es originaria de México.

## Distribución y hábitat
Se encuentra en el Estado de Guerrero en el municipio de Atoyac de Álvarez en las laderas empinadas junto con Pinus y Quercus entre Puerto El Gallo y Atoyac de Álvarez, a una altitud de 1830 metros.

## Taxonomía
Dahliaphyllum almedae fue descrita por Constance & Breedlove y publicado en Acta Botánica Mexicana 26: 84, f. 1. 1994.